# Cairat

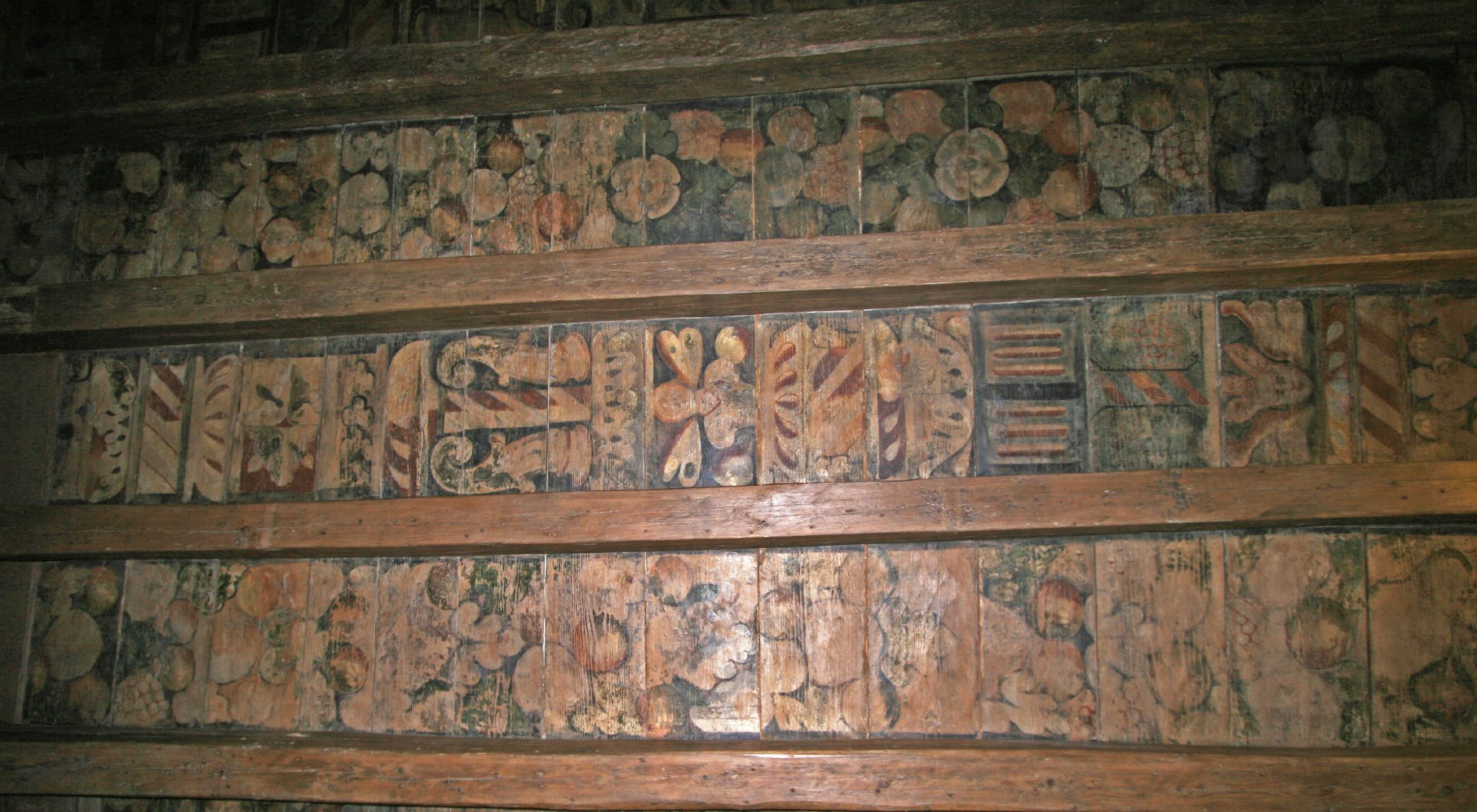
Sostre pintat al castell d'Aberdour (Escòcia), amb cairats vistos

Un cairat és una biga petita i escairada utilitzada en la construcció tradicional de cases. Un cairat és una biga de petites dimensions que treballa a flexió. Els cairats donen suport als cairons i aquests a les teules (o elements de coberta de funcions similars). Cairat significa 'que té caires'.

## Història

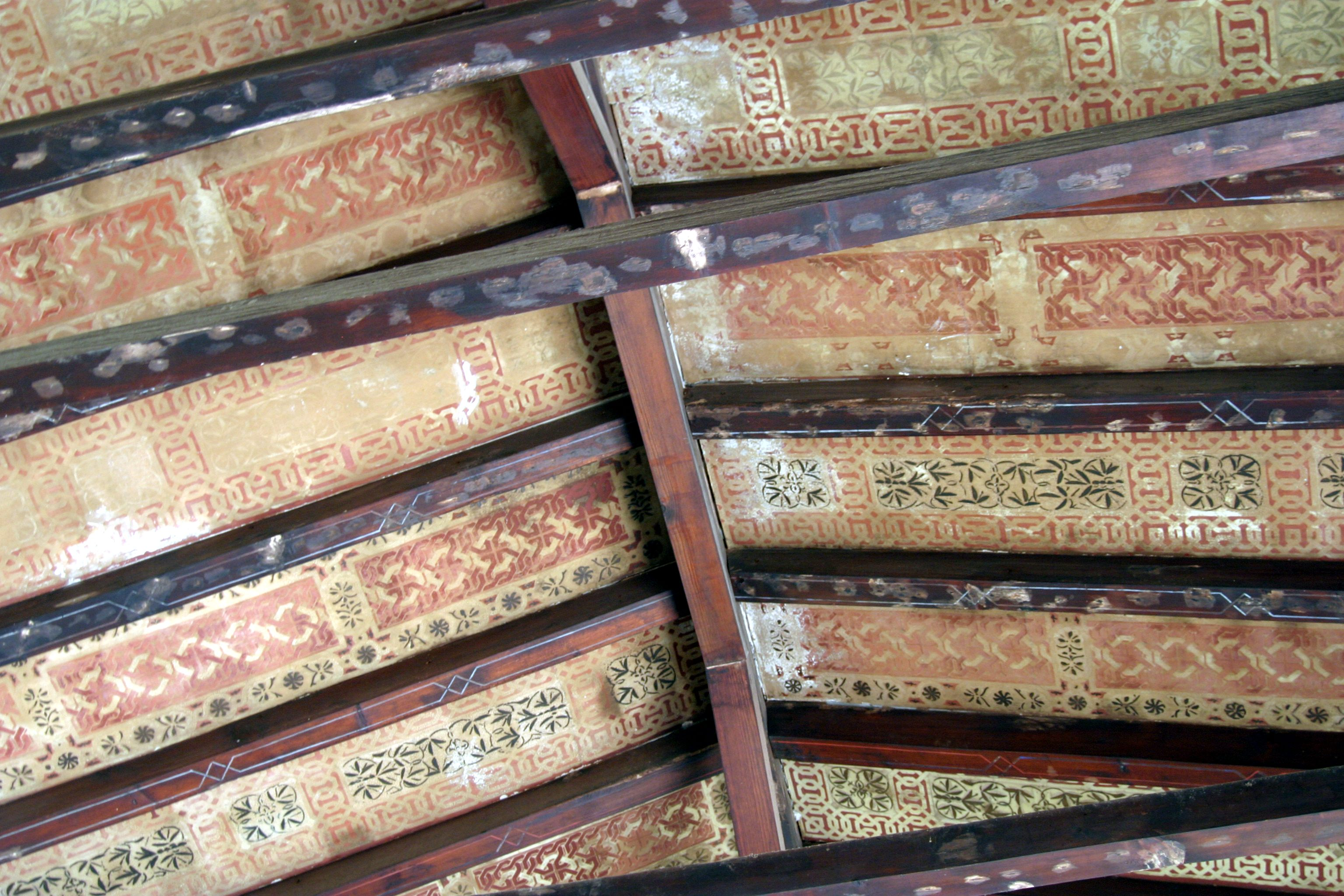
Sostre pintat a l'Alcazaba de Màlaga. Vegeu els cairats i encavallades

Els cairats i els cabirons, en el sentit de bigues petites, han format part de tota mena de construccions. Les cabanes i alguns edificis comunitaris dels vikings, les cabanes típiques de Sibèria (les isbes), les construccions de reunió o d'habitatge col·lectiu d'algunes tribus ameríndies, de les illes polinèsies o de certes tribus amazòniques (bohios), i moltes altres tenien –i encara tenen– elements resistents iguals o similars als cairats.
En la península Ibèrica i en època medieval hi ha referències nombroses a l'ús de cairats, en la construcció i reparació de cases i catedrals, o com a elements constitutius de bastides. Un cas especial n'és el dels cairats en els sostres mudèjars.
El Llibre del mostassaf de Barcelona (1576-1601) indica les mides i qualitats dels cairats.
En el cas de Catalunya, sensiblement semblant al d'altres territoris europeus i mediterranis, moltes cases de ciutat i rurals empraren cairats, de forma econòmica (amb cairats vistos i d'acabats poc acurats) o en versió de luxe (amb cairats ben treballats o –fins i tot– tallats, pintats o decorats de maneres diverses). Alguns sostres modernistes mostren cairats vistos com a elements decoratius a més d'estructurals.
La conservació, restauració i reparació de cases rurals o edificis antics impliquen, en els casos escaients, un coneixement de les tècniques tradicionals associades a l'ús dels cairats.

## Funció estructural
Els cairats tenen una funció estructural. En una casa acabada el pes del sostre ha de suportar-se mitjançant pilars o murs de càrrega que reposen damunt de fonaments adequats. Un sostre amb estructura de fusta pot adoptar moltes formes. Una solució clàssica (des de les primitives cabanes de troncs fins a molts castells i palaus) és transmetre els esforços provocats pel pes del sostre mitjançant una biga mestra (que reposa en les parets de la casa), bigues auxiliars (recolzades en la biga mestra i les parets) i cairats (que van de biga a biga i de biga a paret en els extrems).
En habitacles petits els cairats poden anar de paret a paret. En construccions de grans dimensions, a més d'una biga mestra, hi pot haver encavallades i reforços o elements estructurals complementaris.
En alguns països africans les construccions tradicionals de sostres emprant bigues i cairats no són sostenibles. Hi ha diversos projectes que substitueixen la fusta per solucions a base de voltes.